# Melchor Múzquiz
José Ventura Melchor Siriaco de Eça-y-Múzquiz de Arrieta (Santa Rosa, Coahuila; 6 de abril de 1788-Ciudad de México, 14 de diciembre de 1844) fue un militar y político mexicano que se desempeñó, en calidad de interino, como presidente de México en 1832.
Anteriormente como gobernador del Estado de México, así como senador de la República Mexicana. En su honor está nombrada la ciudad de Múzquiz en el estado de Coahuila.

## Orígenes
Nació en la villa de Santa Rosa de Lima (actual ciudad de Múzquiz), en la provincia novohispana de Coahuila, el 6 de abril de 1788. Fue el menor de los seis hijos del teniente Blas María de Eça-y-Múzquiz y de la Garza-Falcón y de su esposa doña Juana Francisca de Arrieta y de los Santos-Coy. Se le bautizó en la Iglesia Parroquial de Santa Rosa de Lima (actual Múzquiz) el 14 de abril de ese mismo año. Sus abuelos paternos fueron el capitán José Francisco de Eça-Múzquiz y Vera (hijo de José Antonio de Eça-Múzquiz y Urrutia) y doña Mariana de la Garza-Falcón y Villarreal (hija del sargento mayor Blas de la Garza-Falcón y Sepúlveda, gobernador de la provincia de Coahuila). Sus abuelos maternos: don Joaquín de Arrieta y Sánchez-Navarro, y doña Rita Catalina de los Santos-Coy y Molano. El hermano de su abuelo, José Antonio de Ecay y Múzquiz, fue también gobernador de la provincia de Coahuila.

## Formación y carrera militar
Cuando Múzquiz era un estudiante, la guerra de independencia estalló y a principios de 1811 dejó sus estudios en el Colegio de San Ildefonso para unirse a las tropas del insurgente Ignacio López Rayón en Zinacantepec. Ascendido a coronel, combatió bajo las órdenes del general Guadalupe Victoria. Consumada la independencia, Múzquiz fue gobernador del Estado de México en 1824, comandante militar de Puebla en 1829 y luego general de división.
Toma la presidencia el 14 de agosto de 1832 hasta el 24 de diciembre del mismo año.

## Presidencia
Al asumir Melchor Múzquiz el cargo de presidente interino, estaba supliendo a Anastasio Bustamante, quien había salido a combatir a Antonio López de Santa Anna, pues este último se había pronunciado a través del Plan de Veracruz. Múzquiz contaba con el aprecio general a causa de su honradez. Además, era reconocido por ser sencillo y humilde en el trato con los demás. 
Múzquiz fue un hombre que aborrecía profundamente la corrupción y el robo de los caudales públicos y exageraba tanto su previsiones, que le gustaba concentrar el producto de los impuestos en una habitación que hubo de asegurar para que no se derrumbara por el peso de las monedas. Para incrementar las rentas nacionales y atesorarlas, Múzquiz fue el primer presidente que cobró impuestos por puertas y ventanas, no escapando de esta medida los conventos y las casas de asistencia.
Su gabinete presidencial fue conformado por Francisco Fagoaga en el Ministerio de Relaciones Interiores y Exteriores, Juan Ignacio Godoy en Justicia y Negocios Eclesiásticos, Ignacio Alas en Hacienda, e Ignacio Iberri en Guerra. Tanto cuidado en la administración fue inútil. Múzquiz tomó en serio su papel de presidente, a tal medida que secretamente comenzó a ser aconsejado, según se dice, por Lucas Alamán.
Bustamante lo desairó al negociar con Santa Anna la paz sin tomarlo en cuenta, dejándolo en ridículo. Ofendido, Múzquiz presentó su renuncia ante el Congreso, pero no fue aceptada; le pidieron que siguiera gobernando. Santa Anna, Bustamante y Manuel Gómez Pedraza se habían puesto de acuerdo —con la firma de los Convenios de Zavaleta— para que el tercero fuera el nuevo presidente. Cuando don Melchor se enteró de que ya no era presidente, simplemente salió del Palacio Nacional, y se marchó a su casa.

## Años posteriores y muerte
Días después, cuando Gómez Pedraza era presidente, Múzquiz se presentó en el Palacio Nacional y amonestó públicamente a Gómez Pedraza por la forma en que se introdujo al país y por usurpar la presidencia que legalmente no le correspondía. En represalia, el presidente Gómez Pedraza dio de baja del ejército a Múzquiz.[cita requerida]
Sin embargo, el patriotismo de Melchor fue reconocido. Primero se le rehabilitó su grado de general de división y luego, cuando en 1836 se instituyó el Supremo Poder Conservador, fue elegido presidente de ese organismo. 
El general Múzquiz vivió siempre de su sueldo de general, aunque no se le pagaran los haberes. Tras abandonar el poder, alguna vez se encontró en la calle con el general Santa Anna, quien lo reprendió públicamente por el mal estado en que se encontraba su uniforme, indigno de un general de división que, además, había sido mandatario de la República. Múzquiz respondió que no tenía dinero para mandarlo a arreglar.[cita requerida]
Falleció el 14 de diciembre de 1844 en la Ciudad de México Fue sepultado en el desaparecido panteón del hospital de San Andrés.

## Matrimonio y descendencia
Contrajo matrimonio el 18 de noviembre de 1830 con doña Ana Joaquina Bezárez Caballero (12 de enero de 1804, Orizaba, Veracruz), viuda del teniente coronel José Miguel del Campillo y Merino, e hija de don Lucas Bezárez, y doña Josefina Caballero y Mendívil. Fueron padres de:
- Blas de Ecay-Múzquiz y Bezárez (1831).
- Josefa de Ecay-Múzquiz y Bezárez (1832) cc. Eduardo Turreau de Linières y Márquez de Prado (nieto del general Louis-Marie Turreau de Linières, barón del Imperio Francés, embajador de Francia en los Estados Unidos).
- Dolores de Ecay-Múzquiz y Bezárez (1833).
- Concepción de Ecay-Múzquiz y Bezárez (1835).
- Melchor de Ecay-Múzquiz y Bezárez (1838).
- Julio de Ecay-Múzquiz y Bezárez (1839).
- Leandro de Ecay-Múzquiz y Bezárez (1841).